# Han Bila
Han Bila je naseljeno mjesto u općini Travnik, Federacija Bosne i Hercegovine, BiH.

## Zemljopis
Nalazi se sjeveroistočno od Travnika, u dolini Bile, pritoke Lašve.
Kod Han Bile se nalazi rudnik mrkog ugljena (RMU) Abid Lolić koji posluje u okviru koncerna Elektroprivrede BiH.

## Stanovništvo

### 1991.
Nacionalni sastav stanovništva 1991. godine, bio je sljedeći:
ukupno: 682
- Muslimani – 574
- Hrvati – 82
- Srbi – 2
- Jugoslaveni – 15
- ostali, neopredijeljeni i nepoznato – 9

### 2013.
Nacionalni sastav stanovništva 2013. godine, bio je sljedeći:
ukupno: 655
- Bošnjaci – 631
- Hrvati – 4
- ostali, neopredijeljeni i nepoznato – 20